# برهان صدیقین
برهان صدیقین از برهان‌های اثبات وجود خدا و جزو برهان‌های وجودی است. اصطلاح «صدیقین» را نخستین بار ابن سینا، در نمط چهارم کتاب اشارات و تنبیهات برای برهانش برای اثبات وجود خدا به کار برده است. به‌گفته علامه طباطبایی این برهان معتبرترین و قوی‌ترین برهان برای رسیدن به خداست که بواسطه بهره‌گیری از مفهوم اصالت وجود، وجود خدا را اثبات می‌کند.
در فلسفه اسلامی، این تقریرها مشهور هستند به این که تنها براهین از میان برهان‌های اثبات وجود خدایند که وجود خدا را با خود خدا و بدون واسطه اثبات می‌کنند. مفسرین برخی آیات قرآن را اشاره به این برهان می‌دانند: «آیا پروردگار تو که بر هر چیز گواه است خودش بس نیست؟»
ملاصدرا واضع اصلی مفهوم اصالت وجود است، و به استناد آن دربارهٔ برهان صدیقین می‌گوید:
اگر حکمای الهی وجود عالم محسوس را هم مشاهده نکرده بودند، اعتقاد آنان در مورد وجود خدا و صفات و کلیات افعال او غیر از این اعتقادی که اکنون دارند نبود.

## برهان وجودی سهروردی

شهاب الدین سهروردی

در تقریر سهروردی سخن از مراتب نور است. نور مراتبی دارد. به گونه‌ای که انوار عارض، محتاج به نور قائم بالذات هستند. تقریر سهروردی در حقیقت پلی میان براهین وجودی بر مبنای امکان وجود و براهین وجودی بر مبنای اصالت وجود است.

## برهان وجودی ملاصدرا

### مقدمات
1. اصالت وجود؛ یعنی آنچه که تحقق و اصالت دارد، حقیقت وجود است، نه ماهیت. ماهیات موجودات بالعرض و مجازی هستند.[۵]
2. وحدت وجود؛ به این معنا که حقیقتِ وجود کثرت بردار نیست و وجود یک واقعیت است، امّا دارای مراتبی مثل نور است که شدت و ضعف دارد، اما همه‌اش نور است.
3. حقیقت وجود عدم بردار نیست. موجود از آن جهت که موجود است، دیگر معدوم نیست و معدوم نمی‌شود.
4. حقیقت وجود مساوی با کمال است و هیچ نقصی در حقیقت وجود نیست و اگر در مواردی نقصی پدیدار می‌شود، از عدم ناشی می‌شود، مثلاً بیماری در انسان ناشی از عدم است و این نقص مربوط به وجود از آن جهت که وجود است، نیست. انسان چون سالم نیست، بیمار و نقص است و سالم نبودن عدمی است.

نتیجه این که حقیقت هستی موجود و عدم بر آن محال است و این حقیقت وجود مشروط به هیچ شرطی نیست، چون که هستی است، موجود است و هیچ علت و ملاکی نمی‌خواهد. خدا که مصداق تمام هستی و عین وجود است، موجود است و هیچ دلیل و علتی بر وجودش نمی‌خواهد؛ بنابراین احتیاج به علت یا عللی نیست و دور و تسلسل لازم نمی‌آید؛ یعنی حقیقت هستی در ذات خود مساوی است با ذات خدا.

## تقریر محمدحسین طباطبایی

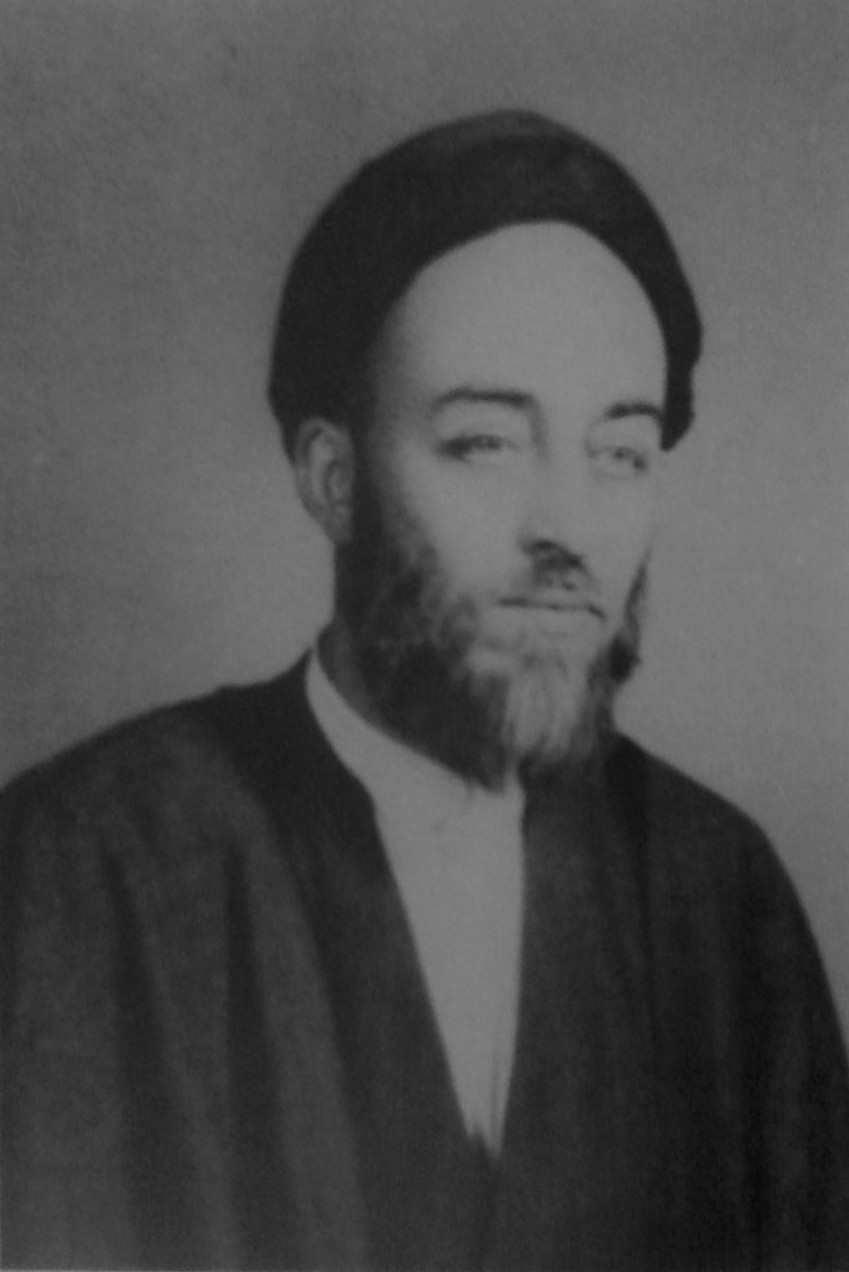
محمدحسین طباطبایی

علامه طباطبایی در نهایةالحکمة چند تقریر از این برهان اقامه می‌کند.
تقریر بر اساس «اصالت وجود» ((به عربی: أصالة الوجود)):
واقعیت هستی که در ثبوت وی هیچ شک نداریم، هرگز نفی نمی‌پذیرد و نابودی برنمی‌دارد. به عبارت دیگر:
واقعیت هستی بی هیچ قید و شرط واقعیت هستی است و با هیچ قید و شرطی خلاف واقعیت نمی‌شود و چون جهان گذران و هر جزء از اجزاء جهان نفی را می‌پذیرد، پس عین همان واقعیت نفی ناپذیر نیست.
بلکه با آن واقعیت، واقعیت دار و بی آن از هستی بهره‌ای نداشته و منفی است. البته نه به این معنی که واقعیت با اشیاء یکی شود یا در آن‌ها نفوذ یا حلول کند یا پاره‌هایی از واقعیت جدا شده و به اشیاء بپیوندد، بلکه مانند نور که اجسام تاریک با وی روشن و بی وی تاریک می‌باشند؛ و در عین حال همین مثال نور در بیان مقصود خالی از قصور نیست؛ و به عبارت دیگر:او خودش عین واقعیت است و جهان و اجزاء جهان با او واقعیت دار و بی او هیچ و پوچ می‌باشد.
نتیجه این که جهان و اجزاء جهان در استقلال وجودی خود و واقعیت دار بودن خود تکیه به یک واقعیتی دارند که عین واقعیت و به خودی خود واقعیت است.

### نقدی بر تقریر محمدحسین طباطبایی از برهان صدّیقین
نقدی که بر تقریر محمدحسین طباطبایی می‌توان وارد ساخت، از دو راه قابل طرح می‌باشد: نخست از طریق شناخت شناسانه به انضمام جنبه علم النفسی معرفت؛ و دوم جنبه منطقی و اکتشافی محض.
- نقد شناخت شناسانه:

توضیح این نقد آن است که اگر این برهان بیانگر رابطه بین موجود درّاک و اذعان به واقعیت باشد، بیان ذات واقع و نفس الامر خودی خود نیست. با این توضیح، تقریر برهان این گونه خواهد بود که ما وقتی در مقابل واقع قرار گرفتیم، به آن اذعان می‌کنیم. عقل ما به نفس الامریّت واقع اعتراف دارد. از سوی دیگر، «واقع»، اعم از «وجود و عدم» می‌باشد. پس اگر «وجود» در برابر ادراک قرار گیرد، اذعان به تحقق این «وجود»، واقعاً حاصل می‌گردد. این «واقعاً» عبارت است از: شناخت ما نسبت به آن؛ به این معنا که شناخت ما تصدیق کند که وجود، واقعی است و به عنوان «وجود» تحقق دارد و به عنوان «نقیض عدم» نیز وجود دارد؛ چنان‌که اگر «عدم» در مقابل ادراک قرار گیرد، باز اذعان به «واقعیت عدم» حاصل می‌شود. این، واقعیت حاکی از وجود برای عدم نیست، وگرنه منجر به تناقض می‌شود، بلکه حاکی از آن است که عدم به عنوان «نقیض وجود» واقعیت دارد؛ ولی واقعیت هرچیز به حسب همان چیز است؛ واقعیت بطلان، همان بطلان است. واقعیت عدم، همان تقرّر عدم است؛ چنان‌که واقعیت وجود، تقرّر وجود است. این برهان بیش از این را ثابت نمی‌کند. پس تصدیق به واقعیت عبارت است از: رابطه «شناخت» با «واقعیات وجودی و عدمی» که کاشف از حکم این واقعیت «فی نفسه» می‌باشد. پس از بیان برهان، روشن می‌شود که «واقعیت» مورد بحث به نحو اعم از هستی و نیستی، ضرورت دارد.
- نقد از طریق جنبه منطقی و اکتشافاتی محض

سلب واقعیت به‌طور مطلق، امکان ندارد. این قضیه، صحیح است؛ چرا که فرض انتفای مطلق واقعیت، بر تناقض اشتمال دارد؛ چون انتفای واقعیت خود یک واقعیت است و مصداق بالذات، بلکه فرد بالذات واقعیت است. اما واقعیت ملحوظ در قضیه مذکور، اعم از وجود و عدم می‌باشد. از این رو، منظور از «ضرورت منطقی مطلق واقعیت»، تنها ضرورت واقعیت به معنای اعم از انتفاء و ثبوت می‌باشد؛ چون همان گونه که وجود یک واقعیت است. عدم نیز یک واقعیت است. واقعیت «عدم» عبارت است از: تقرّر عدم به عنوان نقیض واقعیت وجود؛ به گونه‌ای که عدم منطقا در حیّزی از وجود تقرّر می‌یابد که اگر عدم نبود، وجود در آن حیّز تحقق می‌داشت. از این رو، هر یک از دو نقیض مورد فرض قرار گیرند. واقعیت ضروری، در حیّز اعم خود باقی است و از ضرورت داشتن آن به معنای اعم، تحقق سنخ وجودی، که نقیض عدم است، لازم نمی‌آید؛ چون وجود به عنوان نقیض عدم، اخص از مطلق واقعیت است که اعم از وجود و عدم است، و از ضرورت اعم، ضرورت اخص استنتاج نمی‌شود. حاصل اینکه برهانِ «از طریق واقعیت» به دلیل اعمیّت آن از وجود و عدم، تمام نیست و اگر تمام بود، واجب از طریق ضرورت منطقی محض اثبات می‌شد.

## تقریر عبدالرسول عبودیت
توضیح این تقریر، مستلزم تبیین دقیق تشکیک وجود است که بحثی به نسبت دقیق و طولانی است و توصیف دقیق این برهان به درازا می‌کشد؛ بنابراین در اینجا فقط شکل تحلیلی مختصر برهان را می‌آوریم.
1. در خارج واقعیتی هست (بدیهی).
2. واقعیت خارجی متکثر است (بدیهی).
3. در خارج واقعیت‌هایی هست (از ۱ و ۲).
4. هر واقعیت خارجی، وجود است و جز وجود چیزی در خارج نیست (اصالت وجود).
5. در خارج جز وجودهای متکثر چیزی نیست (از ۳ و ۴).
6. همه وجودها از یک سنخ حقیقت اند؛ به بیان دیگر، همه وجودها حقیقت یگانه‌ای دارند (تشکیک وجود).
7. در خارج از حقیقت یگانه وجود؛ کثرتی حاصل شده است (از ۵ و ۶).
8. ممکن نیست از حقیقت یگانه وجود، کثرتی حاصل شود، مگر این که ما به الاشتراک و ما به الامتیاز همه وجودها از سنخ همان حقیقت یگانه وجود باشند (بدیهی).
9. ممکن نیست ما به الامتیاز و ما به الاشتراک وجودهای متکثر همه از سنخ حقیقت یگانه وجود باشند، مگر این که برای این حقیقت بتوان درجه‌های متکثری از کمال و نقص فرض کرد (با تحلیل معنای کمال و نقص نسبی).
10. ممکن نیست درجات متکثری از نقص و کمال را در حقیقت یگانه وجود، مگر با فرض سلسله علی-معلولی مترتبی از وجودها که در آن، هر وجود ناقص تری را تنها وجود کامل تر پیشین تصویر می‌کند. به چنین سلسله‌ای «سلسله تشکیکی» می‌گوییم.
11. ممکن نیست از حقیقت یگانه وجود کثرتی حاصل شود، مگر با فرض سلسله تشکیکی وجود (از ۸ و ۹ و ۱۰).
12. سلسله تشکیکی وجود بدون حلقه‌ای نخستین که شامل وجود بی‌نهایت است قابل فرض نیست.
13. ممکن نیست از حقیقت یگانه وجود، کثرتی حاصل شود، مگر این که وجود بی‌نهایت موجود فرض شود (از ۱۱ و ۱۲).
14. وجود بی‌نهایت موجود است (از ۷ و ۱۳).

نتیجه:خداوند موجود است.
در این برهان، گزاره‌های ۴ و ۶ و ۱۰ و ۱۲ باید اثبات شود.

## در آیات
منقولاتی که برهان‌های اقامه شده برپایه آن‌ها بوده است:
- «ما آیات و نشانه‌های خود را در آفاق جهان و نفوس بندگان روشن می‌کنیم تا برآن‌ها آشکار شود که او حق است، آیا پروردگارت، خود دلیل و گواه کامل و کافی بر هر چیزی نیست؟»[۹]
- «شهد الله انه لا اله الا هو»: «خداوند [که حقیقةالوجود است، خودش] به یکتایی خود گواهی می‌دهد.»[۱۰]
- «هو الاول و الآخر و الظاهر و الباطن»: «اول و آخر هستی و پیدا و نهان وجود خدا است.»[۱۱]